# Valbo
Valbo – miejscowość (tätort) w Szwecji, w regionie administracyjnym (län) Gävleborg (gmina Gävle). 
Miejscowość położona jest w prowincji historycznej (landskap) Gästrikland nad rzeką Gavleån na południowy zachód od Gävle przy drodze E16 w kierunku Sandviken.
W Valbo znajduje się centrum handlowe Valbo köpcentrum.
W 2010 r. Valbo liczyło 7065 mieszkańców.

## Osoby związane z Valbo
- Theodor Svedberg; laureat Nagrody Nobla w dziedzinie chemii